# Siège de Tyr (332 av. J.-C.)
Campagnes d'Alexandre le Grand
Batailles
- Pélion
- Thèbes

- Granique
- Milet
- Halicarnasse
- Issos
- Tyr
- Gaza
- Gaugamèles
- Portes persiques

- Aornos
- Hydaspe

Le siège de Tyr s'est déroulé de janvier à août 332 av. J.-C. durant la campagne d'Alexandre le Grand contre l'empire perse achéménide. Située sur la côte de la Phénicie (Liban actuel), Tyr est une place stratégique pour Alexandre afin qu'il puisse continuer sa marche vers la Judée et l'Égypte. Après la prise de la cité, les Macédoniens ont commis un massacre afin vraisemblablement de donner une leçon aux autres cités disposées à s'opposer à Alexandre.

## Contexte historique
À cette époque, Tyr compte environ 40 000 habitants, mais beaucoup de femmes et d'enfants ont été évacués à Carthage, une ancienne colonie phénicienne. Bâtie sur une île située entre 500 et 700 m de la côte, Tyr est la plus grande cité de la Phénicie. Ses murailles ont une hauteur d'environ 22 m.
La prise de la cité est indispensable pour Alexandre car les Perses contrôlent encore, grâce à la flotte phénicienne, la Méditerranée orientale, dont Chypre, et car la cité barre le chemin vers la Judée et l'Égypte. Alexandre s'entretient avec une députation de Tyriens et prend prétexte de vouloir honorer Héraclès dans le sanctuaire insulaire consacré au dieu phénicien Melkart (assimilé à Héraclès), afin de pénétrer dans la cité. Devant le refus de la cité, il décide d'en faire le siège.
La cité est gardée par une flotte de 80 navires de guerre. Après plusieurs assauts, la flotte d'Alexandre parvient à chasser la flotte perse, rendant possible l'attaque de toutes parts de la cité. Alexandre tente de convaincre la cité de capituler, mais les Phéniciens refusent et tuent les envoyés d´Alexandre en les jetant du haut des murailles.

## La prise de Tyr

Les opérations du siège de Tyr.

Alexandre fait construire une digue en pierre, jusqu'à ce jour préservée, afin d'approcher l'artillerie des murs de la cité. Mais du fait des attaques permanentes des Phéniciens pendant l'édification et la profondeur croissante de la mer, l’achèvement de la construction devient impossible. Ensuite Alexandre ordonne la construction de deux tours géantes en bois équipés des catapultes. Elles sont transportées au bout de la digue, mais rapidement détruites par des brulots, envoyés par les Phéniciens. Alexandre les fait alors reconstruire mais en doublant la jetée pour éviter que ce désastre ne se reproduise. Cependant la construction de ces jetées n'est toujours pas achevée fin juillet.
Alexandre comprend qu'il a besoin de navires pour conquérir la cité. Quelques cités alliées (dont Rhodes et Soles) ou conquises auparavant (dont Byblos, Sidon, Arados) envoient plus de 200 navires pour le soutenir. Il les utilise afin de trouver une faille et ouvrir une brèche en éperonnant les murailles. Puis, les Macédoniens, emmenés par Alexandre en personne, se focalisent sur la brèche, surmontent les murailles et tuent entre 6 000 et 8 000 soldats. 

## Conséquences du siège

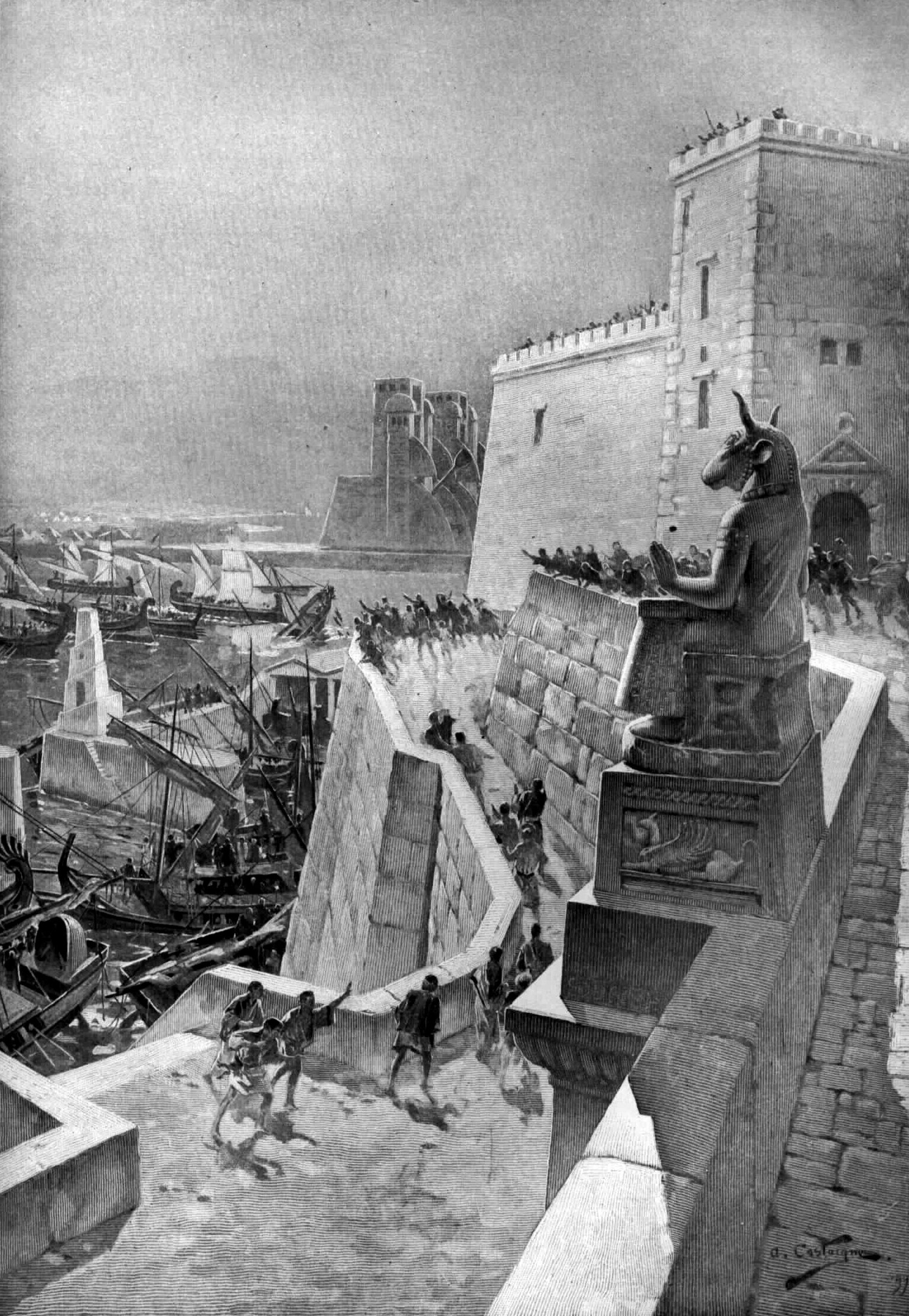
Action navale pendant le siège de Tyr, André Castaigne, 1889-1899.

Les Macédoniens veulent se venger : les Phéniciens ont tué les ambassadeurs d'Alexandre sur les murailles. 2 000 jeunes hommes sont crucifiés, 13 000 esclaves sont capturés, tandis que le reste de la population, soit 30 000 personnes, est réduit en esclavage. Certains auteurs signalent même une éradication totale de la population. Ce carnage sert peut-être à dissuader d'autres cités de s'opposer à la conquête d'Alexandre. La destruction de la ville a également déstabilisé la fotte perse puisque la flotte phénicienne représente une véritable puissance navale pour ces derniers. Ainsi, Alexandre coupe tout espoir d'aide aux révoltés du côté de l'Orient. 
La chute de Tyr marque la fin du combat séculaire qui oppose les Phéniciens et les Grecs pour la domination du bassin oriental de la Méditerranée. Ce « triomphe hellénique » a eu un fort retentissement dans l'environnement sémitique. Même si Tyr a été rebâtie par la suite, elle n'a jamais pu retrouver son éclat d'antan, le pôle commercial qu'elle fut ayant été supplanté par Alexandrie d'Égypte.
La digue qu'Alexandre a fait construire lors du siège, de 800 mètres de long, permet de relier l'île fortifiée de Tyr au continent. D’après Arrien et Quinte-Curce, cette digue a joué un rôle décisif dans la prise de la ville. Avec le temps, les courants marins ont accumulé des sédiments autour de cette construction, transformant l’île en une presqu’île rattachée définitivement au continent.

## Sources antiques
- Arrien, Anabase [lire en ligne].
- Diodore de Sicile, Bibliothèque historique [détail des éditions] [lire en ligne], XVII.
- Quinte-Curce, L'Histoire d'Alexandre le Grand [lire en ligne].